# Giancola del Mercato
Giancola del Mercato (Laureana Cilento, 1618 – Laureana Cilento, 1685) è stato un giurista, storico e politico italiano.
Nato da Pietro e da Porzia de Pasca dei Baroni di Magliano, era barone di Convingenti, di Rutino e Monteforte, de’ Mattarellis e di altri luoghi.
Laureato in utroque iure a Napoli, entra nell’entourage filo-francese dei Filomarino, frequentando l'omonima Accademia di Vico Equense;  vicino ad Ascanio Filomarino, massimo ispiratore della politica antispagnola a causa del tiranneggiamento ai danni delle popolazioni, torna nel Cilento per diventare uno dei principali ispiratori della rivolta antifeudale e antivicereale, aderendo, nel 1647, alla Repubblica Napoletana.
In séguito, divenne Governatore di Roccadaspide, poi di Perdifumo, dove, in occasione della peste del 1656,  istituì importanti ed efficaci misure sanitarie antiepidemiche. Fu poi Governatore di Sant'Angelo a Fasanella e Ottati, ottenendo grandi risultati contro il brigantaggio che infestava i monti Alburni.
Esercitò con grande successo l'avvocatura in un periodo terribile per le autonomie locali e le libertà personali, contro le prepotenze e l'avidità circa i beni dei Cilentani ed anche del Demanio, da parte di una feudalità spesso anche fiancheggiatrice del brigantaggio come i Sanfelice .

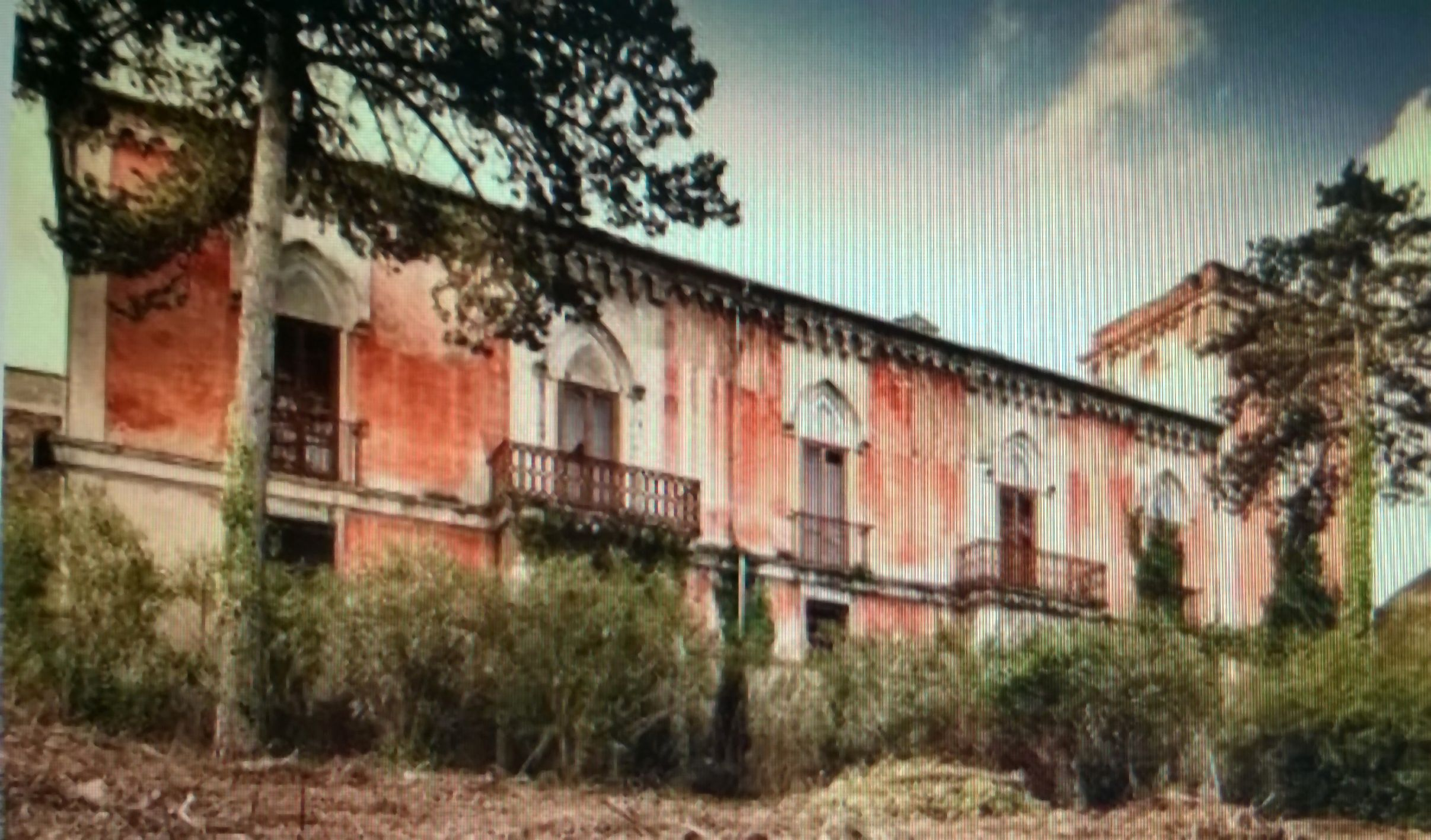
Palazzo di Giancola del Mercato

Autore di numerose opere giuridiche e storiche in latino e in volgare, secondo la tradizione sanseverinesca familiare sostenne politicamente l’unità del Cilento già dal 1552, dopo la caduta dei Sanseverino, asservito in decine di feudi venduti dalla Corona alla nobiltà filospagnola napoletana .

## Pubblicazioni
Le sue opere storiche e giuridiche sono fonti citatissime per l'analisi e le notizie anche socioeconomiche del Cilento dal Medioevo al ‘600 :
- Commentari agli Statuti, Capitoli,  Consuetudini e costumi della Baronia del Cilento
- De Origine Regis
- Selecta dei Discorsi politici, ethici, economici et morali
- Supplectiones Declarationes et intellectus super Digestum vetus
- Discorso sopra la precedenza tra Spagna e Francia
- Il dottor Gio.Cola del Mercato scrive gli infortuni de sua vita
- Della virtù morale
- Praxis officialium iudiciaria et forensis
- Discorso sulle origini della Famiglia del Mercato
- Tractato de Prencipi et de loro Officiali

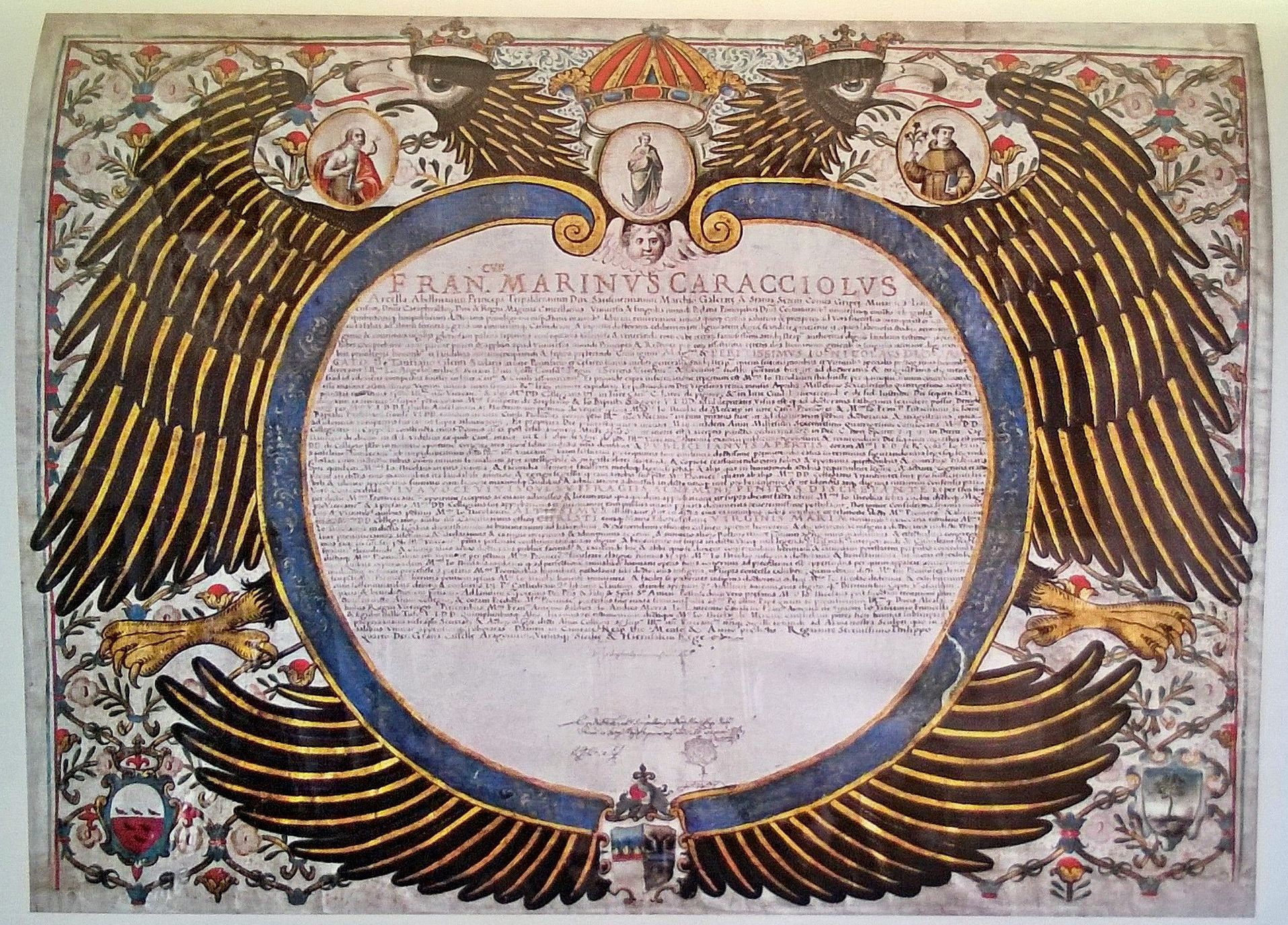
Laurea di Giancola del Mercato

- Dialogus inter Dominos
- Praxis forensis civilis